# Haro (Tranqueira)
Haro ist eine historische Befestigungsanlage im osttimoresischen Suco Tutuala (Gemeinde Lautém). Im Portugiesischen werden solche Anlagen als Tranqueira (deutsch Deckung, Verschanzung) bezeichnet.
Die beschädigten Mauern der Anlage befinden sich bei der heutigen Pousada von Tutuala. Der Clan (fataluku: ratu) der Tutuala hatte hier seinen Sitz, bis die Portugiesen die Bewohner von Haro nach Pitileti umsiedelten, als sie in den 1920er-Jahren den Amtssitz des Kolonialverwalters errichteten, der heute die Pousada beherbergt.